# Football Club Herstal
Maillots
Dernière mise à jour : 29 juin 2018.
Le Football Club Herstal est un club de football belge basé dans la commune d'Herstal en province de Liège. Fondé en 2019 il est porteur du matricule 82. Il tire son nom et ses couleurs actuels d'une fusion intervenue en 2009 entre l'AS Herstalienne et la Jeunesse Sportive Molise-Herstal, les couleurs rouge de l'AS et noire de la JS étant mélangées sur les maillots. Lors de la saison 2018-2019, il évolue en 1ère division Provincial . C'est la 53e saison que le club dispute dans les divisions nationales belges, dont 10 l'ont été au deuxième niveau.Ugo Lejoly est le meilleur buteur de l’histoire du club

## Histoire

### Naissance et débuts en nationales
Avant la Première Guerre mondiale, plusieurs clubs sont actifs sur le territoire de la commune d'Herstal. En 1919, quatre d'entre eux, le Herstal Football Club, Les Amis Réunis d'Herstal, La Préalle Football Club et le Milmort Football Club décident de s'unir pour former l'Association Sportive Herstalienne. Le club ainsi créé s'affilie à l'Union Belge de football. Trois ans plus tard, il accède à la Promotion, le deuxième niveau national. Il termine juste au-dessus de la zone de relégation pour sa première saison et obtient ensuite de meilleurs résultats, terminant trois saisons consécutives à la cinquième place. En 1926, la fédération décide de créer un troisième niveau national qui hérite du nom de Promotion, le deuxième niveau étant ramené à une seule série et rebaptisé Division 1. En décembre de la même année, le club reçoit le matricule 82. Dans un championnat avec une concurrence plus relevée, le club ne peut éviter la relégation vers le troisième niveau national en fin de saison.
L'AS Herstalienne s'installe directement dans le haut du classement et y reste durant plusieurs saisons. Entre 1928 et 1933, le club termine toujours entre la troisième et la sixième place. Finalement, il parvient à décrocher le titre dans sa série en 1934 et remonte ainsi en Division 1. Si le club parvient à se maintenir aisément la première saison, il doit lutter pour éviter la relégation l'année suivante. Il se sauve de justesse mais est sanctionné pour tentative de corruption par le retrait des deux points de la victoire sur le R. CS Verviétois et se retrouve en position de relégable. Cette relégation est difficilement vécue par le club qui en subit une nouvelle deux ans plus tard et doit retourner dans les séries régionales en 1938 après seize saisons dans les divisions nationales.

### Retour en nationales pendant vingt ans
Le club remonte en Promotion en 1942 et lutte pour son maintien pendant les championnats disputés durant la Seconde Guerre mondiale. Après le conflit, l'équipe obtient de meilleurs résultats et termine troisième en 1947, deuxième l'année suivante et finit par décrocher le titre dans sa série en 1949. L'AS Herstalienne retrouve ainsi le deuxième niveau national treize ans après l'avoir quitté. Pour son retour à ce niveau, il obtient le meilleur classement de son histoire avec une quatrième place finale et la meilleure défense de sa série. En 1951, le club est reconnu « Société Royale » et prend le nom d'Association Sportive Herstalienne Société Royale.
En 1952, l'Union Belge décide de réformer les divisions nationales en réduisant de moitié le nombre de clubs présents aux deuxième et troisième niveau tout en créant un quatrième niveau national qui prend le nom de Promotion. Douzième dans sa série, l'AS Herstalienne est reléguée vers la nouvelle Division 3. Le club vise la montée directe en Division 2 mais échoue à un points du Tubantia en 1953 et à trois du SRU Verviers l'année suivante. Par la suite, les résultats ne sont plus à la hauteur et le club recule dans la hiérarchie. Sauvé pour deux points en 1957, juste devant le SRU Verviers qui venait de redescendre de Division 2, l'AS Herstalienne termine à l'avant-dernière place en 1958 et chute pour la première fois en Promotion. Le club finit vice-champion en 1961, à sept points du vainqueur, le R. AEC Mons mais il ne s'agit que d'un feu de paille entre des saisons moyennes. Deux ans plus tard, il finit avant-dernier dans sa série et est renvoyé en première provinciale après deux décennies dans les divisions nationales.

### Derniers passages en nationales
L'AS Herstalienne revient en Promotion en 1967. Après cinq saisons faites de hauts et de bas, le club décroche le titre dans sa série en 1973 et remonte ainsi en troisième division. Ce retour ne dure qu'un an, l'avant-dernière place finale obtenue condamnant le club à effectuer l'aller/retour vers la Promotion. Trois ans plus tard, une nouvelle relégation renvoie le club vers les séries provinciales. L'équipe remonte au niveau national en 1983 mais n'y reste que trois ans. Il remporte le titre provincial un an plus tard et revient en Promotion mais ce nouveau retour ne dure qu'un an. Depuis 1988, le club n'est plus jamais remonté dans les divisions nationales. Après une décennie en première provinciale, le club est relégué en « P2 » en 1999 et chute jusqu'en « P3 » en 2003. Il remonte en deuxième provinciale un an plus tard et s'y stabilise durant plusieurs saisons.

### Fusion et nouvel élan
En 2009, le club fusionne avec la Jeunesse Sportive Molise-Herstal, un petit club de l'entité d'Herstal porteur du matricule 8737. Le club fusionné conserve le matricule 82 de l'AS Herstalienne et prend le nom de Football Club Herstal. Les couleurs des deux équipes (le rouge de l'AS Herstalienne  et le noir de la JSMH) sont reprises dans les nouveaux équipements. Bien que toujours « Société Royale », lors de la fusion, les dirigeants du club n'ont pu fournir à temps les documents relatifs à cette reconnaissance à l'Union Belge et ne peuvent dès lors pas utiliser le qualificatif « Royal » dans leur appellation officielle. La fusion est couronnée de succès et après plusieurs participations infructueuses au tour final, le FC Herstal est champion dans sa série de P2 en 2014 et retrouve ainsi l'élite provinciale quinze ans après en avoir été relégué. Deux ans plus tard, à la faveur d'une réforme du football national, le club est admis dans la nouvelle Division 3 Amateur grâce à sa victoire au tour final. Le club revient ainsi au niveau national 28 ans après l'avoir quitté.

## Résultats dans les divisions nationales
Statistiques mises à jour le 30 juin 2018

### Palmarès
- 2 fois champion de Division 3 en 1934 et 1949.
- 1 fois champion de Promotion en 1973

### Bilan
| Niv | Divisions     | Jouées | Titres | TM Up | TM Down |
| --- | ------------- | ------ | ------ | ----- | ------- |
| I   | 1re nationale | 0      | 0      |       |         |
| II  | 2e nationale  | 10     | 0      |       |         |
| III | 3e nationale  | 22     | 2      |       |         |
| IV  | 4e nationale  | 18     | 1      |       |         |
| V   | 5e nationale  | 2      | 0      | 1     |         |
|     |               |        |        |       |         |
|     | TOTAUX        | 52     | 3      | 1     | 0       |

- TM Up : test-match pour départager des égalités, ou toutes formes de Barrages ou de Tour final pour une montée éventuelle.
- TM Down : test-match pour départager des égalités, ou toutes formes de Barrages ou de Tour final pour le maintien.

### Classements saison par saison
| Ordre               | Saison  | Nom du club           | Niveau                          | Classement final      | Remarques             |
| ------------------- | ------- | --------------------- | ------------------------------- | --------------------- | --------------------- |
| 1                   | 1922-23 | AS Herstalienne       | Promotion (D2)                  | 11e/14                |                       |
| 2                   | 1923-24 | AS Herstalienne       | Promotion (D2)                  | 5e/14                 |                       |
| 3                   | 1924-25 | AS Herstalienne       | Promotion (D2) série A          | 5e/14                 |                       |
| 4                   | 1925-26 | AS Herstalienne       | Promotion (D2) série B          | 5e/14                 |                       |
| 5                   | 1926-27 | AS Herstalienne       | Division 1 (D2)                 | 12e/14                | Relégué!              |
| 6                   | 1927-28 | AS Herstalienne       | Promotion (D3) série B          | 5e/14                 |                       |
| 7                   | 1928-29 | AS Herstalienne       | Promotion (D3) série B          | 3e/14                 |                       |
| 8                   | 1929-30 | AS Herstalienne       | Promotion (D3) série C          | 6e/14                 |                       |
| 9                   | 1930-31 | AS Herstalienne       | Promotion (D3) série B          | 6e/14                 |                       |
| 10                  | 1931-32 | AS Herstalienne       | Promotion (D3) série D          | 3e/14                 |                       |
| 11                  | 1932-33 | AS Herstalienne       | Promotion (D3) série D          | 6e/14                 |                       |
| 12                  | 1933-34 | AS Herstalienne       | Promotion (D3) série D          | 1er/14                | Champion et promu!    |
| 13                  | 1934-35 | AS Herstalienne       | Division 1 (D2) série A         | 7e/14                 |                       |
| 14                  | 1935-36 | AS Herstalienne       | Division 1 (D2) série B         | 11e/14                | Relégué!              |
| 15                  | 1936-37 | AS Herstalienne       | Promotion (D3) série A          | 6e/14                 |                       |
| 16                  | 1937-38 | AS Herstalienne       | Promotion (D3) série C          | 12e/14                | Relégué!              |
| séries régionales   |         |                       |                                 |                       |                       |
| 17                  | 1942-43 | AS Herstalienne       | Promotion (D3) série A          | 11e/16                |                       |
| 18                  | 1943-44 | AS Herstalienne       | Promotion (D3) série D          | 12e/16                |                       |
| XX                  | 1944-45 | Compétitions arrêtées | Compétitions arrêtées           | Compétitions arrêtées | Compétitions arrêtées |
| 19                  | 1945-46 | AS Herstalienne       | Promotion (D3) série D          | 9e/18                 |                       |
| 20                  | 1946-47 | AS Herstalienne       | Promotion (D3) série C          | 3e/17                 |                       |
| 21                  | 1947-48 | AS Herstalienne       | Promotion (D3) série B          | 2e/16                 |                       |
| 22                  | 1948-49 | AS Herstalienne       | Promotion (D3) série C          | 1er/16                | Champion et promu!    |
| 23                  | 1949-50 | AS Herstalienne       | Division 1 (D2) série B         | 4e/16                 |                       |
| 24                  | 1950-51 | AS Herstalienne       | Division 1 (D2) série A         | 9e/16                 |                       |
| 25                  | 1951-52 | AS Herstalienne SR    | Division 1 (D2) série B         | 12e/16                | Relégué!              |
| 26                  | 1952-53 | AS Herstalienne SR    | Division 3 série A              | 2e/16                 | [ saisons 3 ]         |
| 27                  | 1953-54 | AS Herstalienne SR    | Division 3 série B              | 2e/16                 | /                     |
| 28                  | 1954-55 | AS Herstalienne SR    | Division 3 série A              | 12e/16                |                       |
| 29                  | 1955-56 | AS Herstalienne SR    | Division 3 série B              | 8e/16                 |                       |
| 30                  | 1956-57 | AS Herstalienne SR    | Division 3 série A              | 14e/16                |                       |
| 31                  | 1957-58 | AS Herstalienne SR    | Division 3 série B              | 15e/16                | Relégué!              |
| 32                  | 1958-59 | AS Herstalienne SR    | Promotion série D               | 7e/16                 |                       |
| 33                  | 1959-60 | AS Herstalienne SR    | Promotion série B               | 8e/16                 |                       |
| 34                  | 1960-61 | AS Herstalienne SR    | Promotion série B               | 2e/16                 | [ saisons 5 ]         |
| 35                  | 1961-62 | AS Herstalienne SR    | Promotion série D               | 7e/16                 |                       |
| 36                  | 1962-63 | AS Herstalienne SR    | Promotion série C               | 15e/16                | Relégué!              |
| séries provinciales |         |                       |                                 |                       |                       |
| 37                  | 1967-68 | AS Herstalienne SR    | Promotion série D               | 10e/16                |                       |
| 38                  | 1968-69 | AS Herstalienne SR    | Promotion série D               | 5e/16                 |                       |
| 39                  | 1969-70 | AS Herstalienne SR    | Promotion série D               | 4e/16                 |                       |
| 40                  | 1970-71 | AS Herstalienne SR    | Promotion série A               | 7e/16                 |                       |
| 41                  | 1971-72 | AS Herstalienne SR    | Promotion série B               | 11e/16                |                       |
| 42                  | 1972-73 | AS Herstalienne SR    | Promotion série A               | 1er/16                | Champion et promu!    |
| 43                  | 1973-74 | AS Herstalienne SR    | Division 3 série A              | 15e/16                | Relégué!              |
| 44                  | 1974-75 | AS Herstalienne SR    | Promotion série C               | 9e/16                 |                       |
| 45                  | 1975-76 | AS Herstalienne SR    | Promotion série D               | 10e/16                |                       |
| 46                  | 1976-77 | AS Herstalienne SR    | Promotion série D               | 16e/16                | Relégué!              |
| séries provinciales |         |                       |                                 |                       |                       |
| 47                  | 1983-84 | AS Herstalienne SR    | Promotion série D               | 12e/16                |                       |
| 48                  | 1984-85 | AS Herstalienne SR    | Promotion série C               | 13e/16                |                       |
| 49                  | 1985-86 | AS Herstalienne SR    | Promotion série D               | 15e/16                | Relégué!              |
| séries provinciales |         |                       |                                 |                       |                       |
| 50                  | 1987-88 | AS Herstalienne SR    | Promotion série D               | 15e/16                | Relégué!              |
| séries provinciales |         |                       |                                 |                       |                       |
| 51                  | 2016-17 | FC Herstal            | Division 3 Amateur ACFF série B | 11e/14                |                       |
| 52                  | 2017-18 | FC Herstal            | Division 3 Amateur ACFF série B | 5e/16                 | Tour final            |

## Personnalités du club
- Joseph Givard, huit fois international belge et champion de Belgique en 1958 avec le Standard de Liège commence et termine sa carrière à l'AS Herstalienne.
- Alberto Bernardo joueur qui a engagé le Real Madrid.

## Anciens logos

ancien logo de l'AS Herstalienne
ancien logo de la JS Molise Herstal